# Erucaria rostrata
Erucaria rostrata là một loài thực vật có hoa trong họ Cải. Loài này được (Boiss.) A.W.Hill ex Greuter & Burdet mô tả khoa học đầu tiên năm 1986.